# Диаграма на последователностите (управление на проекти)
Вижте пояснителната страница за други значения на Диаграма на последователностите.
Диаграма на последователностите (още наричана мрежа на зависимостите, поток на задачите или план на дейностите) е инструмент, използван при управлението на проекти. Целта на тази диаграма е чрез изобразяването на дейностите/заданията и връзките между тях под формата на мрежа/насочен граф да може да се придобие по-пълна картина за работата по проекта и по-точно планиране на времето и изграждане на графика.

## Варианти
Различните видове диаграми, които се използват масово най-общо могат да бъдат разделени на две категории.
- Дейност на стрелката – в този тип диаграми, различните дейности са изобразени от стрелките/ребрата на графа, а върховете представляват ключови дати.
- Дейност на върха – тези диаграми изобразяват всяка дейност като връх в графа. Тогава стрелките изобразяват зависимостите между тях.

### Диаграма на Гант
Диаграмата на Гант е кръстена на откривателя и Хенри Гант. Тя е вид диаграма с дейност на върха и е най-предпочитаният начин за разглеждане на един проект, защото визуално представя и времетраенето на отделните задачи. Дейностите в диаграмата на Гант са наредени хоризонтално – за всяка дейност е заделен един ред, а всяка вертикална линия представлява момент във времето. Това става като всяка задача е правоъгълник, чиято дължина е пропорционална на времетраенето му.
Впоследствие в диаграмите на Гант се налагат и специфични означения за дейности (своеобразни скоби), които са съставни, както и за ключови дати (малки ромбчета).

#### Времева диаграма
Една опростена вариация на диаграмата на Гант е широко известна като времева диаграма. В нея няма стрелки, но е запазен табличният вид на представянето на задачите във времето. Така отново всеки ред е запазен за една задача, а времето напредва от ляво надясно. Редовете са запълнени само на тези места, където задачата е активна в определения момент.
Този вид диаграми са популярни освен заради простотата си и заради това, че лесно се изобразяват върху таблица или разграфена хартия.

### Метод на критичния път
Методът на критичния път (CPM – Critical Path Method) е също много важна и много използвана техника. На практика начинът на рисуване на диаграмата не е непременно обвързан с нея, но най-често двете се съчетават, защото важни данни за метода на критичния път се показват именно в този вид диаграмиране. Обикновено дейностите в този тип диаграми се рисуват като правоъгълници, в които са описани важни детайли за конкретната дейност.

### Техника за преглед и оценка на програми
Техниката за преглед и оценка на програми, или ПЕРТ (PERT – Program Evaluation and Review Technique), е наложена от технологичните проекти в американската армия в средата на 20 век. Диаграмите при нея са от тип дейност на стрелката и специфичното е, че всяка оценка на времето се прави с три стойности:
- оптимистична
- най-вероятна
- песимистична

След това на тези стойности се прилагат статистически методи (Триъгълно разпределение или Гама разпределение), за да бъде изчислена очаквана стойност. Така се постига по-добра предварителна оценка на времето с намаляване на риска от забавяне.
Подобно на метода на критичния път, техниката ПЕРТ също е вградена в по-голямата част от съвременния комерсиален софтуер за управление на проекти и може да бъде приложена автоматично.

## Видове зависимости между дейностите
Между различни дейности може да има много видове зависимости. Диаграмите тип дейност на точката позволяват тези зависимости да се покажат визуално. Различните инструменти за моделиране на мрежови диаграми позволяват да се зададе някоя от следните зависимости.
- Свърши, за да започне – това е най-често срещаната зависимост. Пример: за да започне сглобяването на някакво изделие, трябва необходимите за целта части да бъдат готови.
- Свърши, за да свърши. Пример: за да може одиторът на един строеж да си свърши работата, трябва строителите да си свършат тяхната. Едва тогава той може да направи последния оглед и да приключи
- Започне, за да започне. Пример: за да започне процесът по контрол на качеството от страна на клиента на даден софтуер, същинската работа по самия продукт трябва също да започне. В противен случай клиентът няма какво да контролира.
- Започне, за да свърши. Пример: за да могат изпълнителите на един строителен обект да считат, че са си приключили работата, трябва приемно-предавателният процес да започне, за да може клиентът да дойде и направи оглед. Ако клиентът има забележки, значи те не са си свършили работата и трябва да оправят елементите, които не са според предварителните договорки.